# Cupeyalia subterranea
Cupeyalia subterranea – gatunek chrząszcza z rodziny kózkowatych i podrodziny zgrzypikowych. Jedyny przedstawiciel rodzaju Cupeyalia.

## Zasięg występowania
Gatunek ten występuje na Kubie.